# Chestnut Hill Farm
Die Chestnut Hill Farm ist ein noch aktiver Landwirtschaftsbetrieb bei Southborough im Bundesstaat Massachusetts der Vereinigten Staaten. Das Betriebsgelände der Farm umfasst 131 Acres (53 ha) und ist als Naturschutzgebiet ausgewiesen, das von der Organisation The Trustees of Reservations verwaltet wird.

## Schutzgebiet
Das Gelände des Schutzgebiets wird aktiv bewirtschaftet, weshalb es zu vorübergehenden Absperrungen einzelner Teilbereiche kommen kann, bspw. um die Ernte durchzuführen. Für die Besucher der kostenfrei zugänglichen Anlage stehen insgesamt ca. 2 mi (3,2 km) Wanderwege zur Verfügung, von denen aus insbesondere die Vogelbeobachtung möglich ist. Die Wege führen durch Weideflächen und Felder sowie kleinere Wald- und Feuchtgebiete und ebenfalls entlang der Böschung des Hultman-Aquädukts, der als Reservestrecke für die Wasserversorgung von Boston durch das Quabbin- und Wachusett Reservoir ausgelegt ist.
Im Jahr 2006 stimmten die Einwohner von Southborough mit großer Mehrheit für eine Ausweisung aller Teilbereiche der Chestnut Hill Farm als Schutzgebiet. Die Verwaltung übergaben sie an die Trustees of Reservations.